# Hazajáró
A Hazajáró turisztikai-honismereti magazinműsor-sorozat a közszolgálati magyar televízióban.

## Története
A Hazajáró című turisztikai-honismereti magazinműsor 2011. október 9-én indult a Duna TV-n. A heti 26 perces TV műsort az MTVA megrendelésére a Dextramedia Kft. gyártja. A műsor célja a Kárpát-medence természeti, kulturális értékeinek, történelmi emlékeinek és az ott élő magyarok mindennapjainak a megismertetése. Egy adás általában a két szereplő egy-egy kistájon tett 2-3 napos túrájának, kirándulásának az összefoglalója. A sorozatban előforduló települések, helyek, műemlékek és egyéb érdekességek történetét, nevezetességeit a helyieken és a szereplőkön túl, a levéltárak mélyéről és régi könyvekből előkerült útleírásokkal a narrátor meséli el. Az évek óta tartó gyaloglás, túrázás és forgatás alatt sok települést, tájat, szokást, érdekes embert mutattak be azzal a céllal, hogy kedvet csináljanak a közönségnek a határon túli túrázáshoz és a történelmi Magyarország megismeréséhez. A sorozat felbecsülhetetlen értékű kordokumentum, továbbá egyedülálló földrajzi kincs, hiszen a stáb olyan természeti helyekre is eljutott, ahol se előtte, se utána nem járt még kamera vagy más forgatócsoport. A Hazajáró 2016 óta kéthetente kerül adásba az M5 csatornán.

## A stáb
- Írta és rendezte: Moys Zoltán
- Szerkesztő: Kenyeres Oszkár
- Operatőr: Schödl Dávid (2011-2021), Boros György (2022- )
- Segédoperatőr: Farkas Zoltán, Kiss Gábor
- Szereplők: Kenyeres Oszkár, Pintér János (I. évad, 2012 tavaszáig), Jakab Sándor (II. évadtól, 2012 őszétől)
- Narrátor: Tokaji Csaba
- Hangmérnök: Tóth József
- Vágó: Farkas Zoltán, Herneczky Frigyes, Czakó Adorján, Kiss Gyula, Vándor Attila
- Asszisztens: Berényi Zsuzsa, Vajda Csilla, Zajácz László
- Sofőr: Kiss Attila, Kádár Gábor Dávid, Nyári Attila, Baló Ervin, Vajda Béla, Koller Zoltán, Obrecsány Zsolt
- Technikus: Szabó András, Molnár Roland, Bartalis Szabolcs
- Gyártásvezető: Kovács Imre
- Főcímzene: Bükki Bence
- Térkép, animáció: Dorner Dániel

A legtöbb epizódban meghívott szakértők, továbbá egyéni és szervezett turisták, kirándulók, diákcsoportok és helybeliek is csatlakoztak a stábhoz.

## Epizódok
- Magas-Tátra – A magyar turistaság bölcsője (1. rész)
- Pieninek – A Magurán túl, a gorálok földjén (2. rész)
- Torockói-hegység – Az ötödik szék titkai (3. rész)
- Káposztafalvi-karszt – A Felvidék paradicsoma (4. rész)
- Retyezát-hegység – A Kárpátok esszenciája (5. rész)
- Hagymás-hegység – A Csíki-Alpok (6. rész)
- Fagyalos-hegység – A Tisza szülőföldje (7. rész)
- Kelemen-havasok 1. – Wass Albert hagyatéka (8. rész)
- Kelemen-havasok 2. – Fent a gerincen (9. rész)
- Csornahora-hegység – Ezüstföld kincse (10. rész)
- Gyimes – A csángók patakországa (11. rész)
- Hargita-hegység – A székelyek szent hegye (12. rész)
- Számvetés 1. – Pillanatképek a Hazajáró 2011-es vándorútjáról (13. rész)
- Kócs-havas – Árva és Liptó határhegysége (14. rész)
- Kis-Fátra – A harmadik halom (15. rész)
- Kalota-havas – Felszeg vigyázója (16. rész)
- Téli Páring kóstoló – A Zsil ölelésében (17. rész)
- Selmeci-hegység – Az aranygyík földje (18. rész)
- Verseci-hegység és a Delibláti-homokpuszták népe (19. rész)
- Alacsony-Tátra – A Gyömbér-csoport téli gyönyörei (20. rész)
- Tarcal-hegység – A déli végek ékszere (21. rész)
- Körmöci-hegység – A magyar sísport aranybányája (22. rész)
- Kojsói-havasok – Kassa igézetében (23. rész)
- Kászonszék – Őrzők a keleti gyepűn (24. rész)
- Királykő – A Kárpátok fejedelme (25. rész)
- Fertőtáj – Tavasz a tónál (26. rész)
- Muravidék – Hetéstől Őrségig (27. rész)
- Kis-Kárpátok – A nyugati gyepű őre (28. rész)
- Gömör-Tornai-karszt 1. – Alsó-hegytől – Felső-hegyig (29. rész)
- Gömör-Tornai-karszt 2. – A Bódva völgyétől Szádelőig (30. rész)
- Görgény-Hargita-fennsík 1. – A székely tanyavilág zsindelyországa (31. rész)
- Görgény-Hargita-fennsík 2. – Uz Bence nyomában (32. rész)
- Sóvidék – A székely föld sója (33. rész)
- Sóvidéki-dombság – Hegyre szúrt falvak között (34. rész)
- Csíki-havasok – Búcsú Csíksomlyón (35. rész)
- Számvetés 2. – Pillanatképek a Hazajáró tavaszi vándorútjáról (36. rész)
- Magas-Tátra 2. – A haza legmagasabb oltára (37. rész)
- Rozsnyói-hegyek – Pásztortüzek Gömörben (38. rész)
- Nemere-hegység és az Úz völgye hősei (39. rész)
- Alsó-Garam-mente – Kenutúra a kurtaszoknyás falvak között (40. rész)
- Bucsecs-hegység – Emléktúra az ezeréves határon (41. rész)
- Középső-Ipoly-mente 1. – Hídverések Gyarmattól Nyékig (42. rész)
- Középső-Ipoly-mente 2. – Hídverések Balogtól Ságig (43. rész)
- Keresztény-havas – Corona ékköve (44. rész)
- Nagykő-havas – A hétfalusi csángók bércein (45. rész)
- Zoboralja – A csitári hegyek alatt (46. rész)
- Fogarasi-havasok – A fellegszerű hegyek nyugati gerincén (47. rész)
- Nagy-Fátra – Csöndes, ősi Fátra (48. rész)
- Pádis – Karsztvidéki kirándulások Czárán Gyula nyomdokán (49. rész)
- Erdővidék 1. – Fehér Karácsony Bardócszéken (50. rész)
- Számvetés 3. – Erdők, hegyek, tanok és emberek (51. rész)
- Erdővidék 2. – Miklósvárszék (52. rész)
- Gyergyói-havasok – Téltemetés Székelyföld árkádiáján (53. rész)
- Rozsály – Bérci tető Bányavidék fölött (54. rész)
- Gutin-hegység – A kárpáti vulkán taréja (55. rész)
- Kőhát – A máramarosi só birodalma (56. rész)
- Kelet-Szlavónia – Feltámadás a romokból (57. rész)
- Liptói-havasok – A Rohács-csoport őszi tüneményei (58. rész)
- Háromszéki-havasok – Határkerülés a kézdiszéki Szentföldön (59. rész)
- Keleti-Beszkidek – Verecke híres útján (60. rész)
- Radnai-havasok – A kárpáti várfal keleti őrbástyája (61. rész)
- Szabadkai-homokhát – Betyárvilág Bácskában (62. rész)
- Fogarasi-havasok 2. – Téli túra a Moldovánra (63. rész)
- Muravidék 2. – Őrségtől Hetésig (64. rész)
- Kőszegi-hegység – Kéktúra a Pannon Alpokban (65. rész)
- Belényesi-medence – Határtalan túra a Fekete-Kőrös völgyében (66. rész)
- Dél-Hargita – Zarándoktúra Alcsíkban (67. rész)
- Számvetés 4. – A mi Kárpátokunk (68. rész)
- Magas-Tátra 3. – A Kriván-csoport (69. rész)
- Visói-havasok – Huculföld koronája, a Várkő (70. rész)
- Dévényi-kapu – Ahol a Kárpátok kezdődik (71. rész)
- Radnai-havasok 2. – Havasszépe nyomában az Ünőkőn (72. rész)
- Alsó-Ipoly-mente 1. – Ipolyságtól Tésáig (73. rész)
- Alsó-Ipoly-mente 2. – Szakállostól a helembai torkolatig (74. rész)
- Bélai-Tátra – A Szepesség mészkőbirodalma (75. rész)
- Csomád-hegység – Tündérkert utolsó vulkánja (76. rész)
- Dél-Bácska – A magyar Golgota síkja (77. rész)
- Csukás-hegység – A Kárpátkanyar kőkapuja (78. rész)
- Borzsa-havas és a bojkók Verhovinája (79. rész)
- Baj-hegység – Mezőhavas a Kárpátkanyar szívében (80. rész)
- Gömörország – Advent a Sajó völgyében (81. rész)
- Liptói-havasok 2. – Téli túra a Szürke-hegyre (82. rész)
- Fekete-bérc és a Talabor legendás völgye (83. rész)
- Kelet-Bácska – Tiszamenti barangolások Aracstól Völgypartig (84. rész)
- Szinevér – A Gorgánok gyöngyszeme (85. rész)
- Szebeni-havasok és a szász sasfészek (86. rész)
- Orom-part 1. – A Tisza mentén Péterrévétől Zentáig (87. rész)
- Orom-part 2. – A Tisza mentén Magyarkanizsától Martonosig (88. rész)
- Felső-Nyárádmente 1. – A Kis-Nyárád mentén a Bekecs-tetőig (89. rész)
- Felső-Nyárádmente 2. – Bekecs alatt Nyárád tere (90. rész)
- Soproni-hegység – A hűség földje (91. rész)
- Borostyánkői-hegység – Őrzők a Pinka völgyében (92. rész)
- Csalhó-hegység – A Keleti-Kárpátok sziklatornya (93. rész)
- Bihar-hegység – Biharország őre – „benne a szabadság” (94. rész)
- Görgényi-havasok – A Mező-havas rétegei (95. rész)
- Közép-Dalmácia 1. – Az Árpádok nyomában (96. rész)
- Közép-Dalmácia 2. – Szelek szárnyán az Adrián (97. rész)
- Szulyói-hegyek – Kővé vált világ a Vág völgyében (98. rész)
- Szepesség – Branyiszkótól a Lőcsei-hegységig (99. rész)
- Alacsony-Beszkidek – Hantok a Sárosi-határhegységben (100. rész)
- Hagymás-hegység 2. – Erőss Zsolt és Kiss Péter emlékére (101. rész)
- Számvetés 5. – És mégis élünk (102. rész)
- Alacsony-Tátra 2. – Barangolás az Óhegyi-Tátra körül (103. rész)
- Zempléni-szigethegység – Ahol a Bodrog születik (104. rész)
- Naskalat – A halálra ítélt zászlóalj nyomában (105. rész)
- Al-Duna – Kilépés a Vaskapun (106. rész)
- Csallóköz – Az Aranykert öröksége (107. rész)
- Vihorlát-hegység – Várak, kastélyok, romok a kráter körül (108. rész)
- Páring-hegység 2. – Gerinctúra az ezerarcú bércen (109. rész)
- Észak-Hargita – Emberek a havason (110. rész)
- Felső-Bodrogköz – Bodrognak, Tiszának egy a hangja (111. rész)
- Róna-havas – Átkelés a Polonina-Rúnán (112. rész)
- Szalánci-hegység – Vártúra a derűs Füzértől a borús Szaláncig (113. rész)
- Homoród mente 1. – Advent a Kis-Homoród mentén (114. rész)
- Homoród mente 2. – A Nagy-Homoród völgyében (115. rész)
- Felső-Gömör – A Vályi-völgytől Murányig (116. rész)
- Bodzai-havasok – Hadak útján a bodzai határszélen (117. rész)
- Moldva – Csángóföldön Klézsétől Pusztináig (118. rész)
- Orbaiszék 1. – Zágontól Kommandóig (119. rész)
- Orbaiszék 2. – A Lakócától Zaboláig (120. rész)
- Kraszna-havas – Túrasível a Mencsely tömbjén (121. rész)
- Vulkán-hegység – Honvédő harcok a Zsil völgyében (122. rész)
- Baróti-hegység – Miklósvárszék és Sepsiszék határán (123. rész)
- Mehádiai-hegység – A Cserna völgye és a Domogled (124. rész)
- Bodoki-hegység – Oltfej vidékén, Háromszék szívében (125. rész)
- Szinyák-hegység – Körkép Munkács tájékán (126. rész)
- Számvetés 6. – Itthon vagyunk (127. rész)
- Csíki-havasok 2. – Alcsík ösvényein (128. rész)
- Retyezát 2. – Átkelés a Kis-Retyezáton (129. rész)
- Medves-vidék – A Nógrád-Gömöri-bazaltvidék (130. rész)
- Borló-hegység – Szolyvától Dolháig (131. rész)
- Kis-Küküllő mente – Tekergés Marosszéken (132. rész)
- Polyána – Kalandozás a kaldera körül (133. rész)
- Gyalui-havasok – Átmenetek a szigethegységben (134. rész)
- Udvarhelyi-dombság – Az anyaszék szívében (135. rész)
- Drávaköz – Hegyaljától Alfalukig (136. rész)
- Liptói-havasok 3. – A Nyugati-Tátra koronája (137. rész)
- Nyikómente – „Szép a Nyikó s a vidéke” (138. rész)
- Görgényi-havasok 2. – Erdély vadászparadicsoma (139. rész)
- Közép-Bácska – Bácska síkja, Telecska dombja (140. rész)
- Vepor-hegység – Kishont ősi rögei (141. rész)
- Szamosi-Mezőség – Holttenger magyar szigetei (142. rész)
- Tengermellék – A magyar korona gyöngye (143. rész)
- Ruszka-havas és a Hunyadi-medence kincsei (144. rész)
- Gyergyói-havasok 2. – A Maros és az Olt bölcsője (145. rész)
- Tövishát – A hepehupás vén Szilágy szívében (146. rész)
- Fehér-Kárpátok – Várak a szirteken (147. rész)
- Beregi-Tiszahát – A kuruc szabadságharc bölcsője (148. rész)
- Kalota-havas 2. – Körtúrák Biharban (149. rész)
- Felcsík 1. – Csíkszeredától Lóvészig (150. rész)
- Felcsík 2. – Karcfalvától Madéfalváig (151. rész)
- Árvai-Beszkidek – Felső-Árva és a Babiagora (152. rész)
- Észak-Bánát – Aranka-síkja, Kikinda háta (153. rész)
- Nógrád – Jó palócok az Ipoly mentén (154. rész)
- Sztrázsó-hegység – Trencséni emlékek (155. rész)
- Kis-Fátra 2. – Turóci kirándulás a Rajeci-havasok körül (156. rész)
- Lánzséri-hegység – Az Alpok és a Kisalföld mezsgyéjén (157. rész)
- Kézdiszék – Március idusa a Mezőföldön (158. rész)
- Korponai-erdő – Kilátások a nyelvhatáron (159. rész)
- Szárkő-hegység – A Bánság teteje (160. rész)
- Zalatnai-hegység – Elnémuló harangok az Erdélyi-Hegyalján (161. rész)
- Alacsony-Tátra 3. – Forrástúra a Királyhegy körül (162. rész)
- Széples – A magyar haza tridense (163. rész)
- Királyerdő-hegység – Kirándulás a karsztvidéken (164. rész)
- Korponai-erdő 2. – Végvárak a Felvidék határán (165. rész)
- Dunamenti-síkság – A két partot egybeölelő kar (166. rész)
- Számvetés 7. – Mindenütt jó, de legjobb itthon (167. rész)
- Aninai-hegység – A bánsági karsztvidék (168. rész)
- Csallóköz 2. – Kalandozások Alsó-Csallóközben (169. rész)
- Telecska – Bácska szívében (170. rész)
- Besztercei-havasok – Borszéktől a Budakig (171. rész)
- Mezőségi Tóvidék – Kard és kasza barázdáján (172. rész)
- Godján-hegység – Lenyesett hegytetők az ismeretlenség mítoszában (173. rész)
- Gyergyói-havasok 3. – A Salamási-hegycsoport (174. rész)
- Mátyusföld – Vágsellyétől Vágfarkasdig (175. rész)
- Szamosmenti-hátság – Doboka értékőrzői (176. rész)
- Hagymás-hegység 3. – A Tündérkert mészkőbércein (177. rész)
- Vág-Garam köze – „Ej, ráérünk arra még?” (178. rész)
- Torjai-hegység – Honvédők földjén (179. rész)
- Besszádok – Bükkös hegyek és Polonyinák (180. rész)
- Kudzsiri-havasok – Változó idők Sebesen (181. rész)
- Székely-Mezőség – Angyaljárás a Marosszéki-Mezőségen (182. rész)
- Szepesi-Magura – Múltidézés a Poprád mentén (183. rész)
- Szuhárd-hegység – Téli túra a bukovinai határhavason (184. rész)
- Temesköz – Temesvár és vidéke (185. rész)
- Szemenik-hegység – Krassó-Szörény szívében (186. rész)
- Jávornik-hegység – és a Vág legendás völgye (187. rész)
- Szalontai-sík – El nem sodort falvak a Fekete-Kőrös vidékén (188. rész)
- Nagykárolyi-homokhát – Szabadság és szerelem Szatmárban (189. rész)
- Kővárvidék és a Lápos vadregényes szorosa (190. rész)
- Lápos-hegység – Láposvidék kincsesbányája (191. rész)
- Gorgánok – Máramaros és Galícia határán (192. rész)
- Kraszna-havas 2. – és a Felső-Tisza-vidék koronavárosai (193. rész)
- Kapacina-hegység – Olténia rejtőzködő ékköve (194. rész)
- Dél-Bánság – Nándorfehérvártól Torontálvásárhelyig (195. rész)
- Kudzsiri-havasok 2. – Dél-Erdély karsztvilága (196. rész)
- Karancs-vidék – Nógrád és Gömör határán (197. rész)
- Szerémség – A Szávától a Dunáig a déli végeken (198. rész)
- Gömörország 2. – Egy százbércű tájhaza arcvonásai (199. rész)
- Királykő 2. – A kárpáti mészkőbércek óriása (200. rész)
- Tarkő-hegység – „Ama híres Tarkő s Gímes hegynek alján” (201. rész)
- Árvai-Magura – Történelmi kalandozás az északi végeken (202. rész)
- Barcaság – A lovagkor öröksége (203. rész)
- Biharország – A lovagkirály hagyatéka (204. rész)
- Madaras – Bars tetején (205. rész)
- Számvetés 8. – „Eredj, ha tudsz!” (206. rész)
- Görgényi-havasok 3. – A Délhegy csoport (207. rész)
- Érmellék – Érmindszenttől Székelyhídig (208. rész)
- Kutasfölde – Hegymegett a Maros mentén (209. rész)
- Csergő-hegység – A Tarcaltól a Poprádig (210. rész)
- Torockói-hegység 2. – Az erdélyi tündérkert zordon ékessége (211. rész)
- Csallóköz 3. – Csilizköztől a Karcsaszélig (212. rész)
- Alacsony-Beszkidek 2 – Háborús emlékek a lemkók földjén (213. rész)
- Újbányai-hegység – Körtúra a Garam és a Zsitva vidékén (214. rész)
- Káposztafalvi-karszt 2. – Téli túra Felvidék paradicsomában (215. rész)
- Rozália-hegység – Őrvidék hepehupás határhegye (216. rész)
- Erdélyi-érchegység – A mócok Aranynégyszöge (217. rész)
- Aranyosszék – Körtúra a székely szórványszigeten (218. rész)
- Tulisa-hegység – és a Hátszegi-medence kincsei (219. rész)
- Lator-hegység – A Vöröstoronyi-szoros nyugati őrhegye (220. rész)
- Ugocsa – A legkisebb vármegye (221. rész)
- Zágrábi-medence – és a Medvednica-hegység (222. rész)
- Gorgánok 2. – A Tarac forrásvidékén (223. rész)
- Torontál – A Tisza utolsó útján (224. rész)
- Drávamente – Légrádtól Heresznyéig (225. rész)
- Ráró-Gyamaló – és a bükkországi székely falvak (226. rész)
- Répát-hegység – Háromszék vérrel szentelt földjén (227. rész)
- Avasság – Etnokultúra az Avas alján (228. rész)
- Torda – A Peterd-Szind gerinc legendás hasadékai (229. rész)
- Osztrovszki-hegység – Őrállók Észak-Nógrádban (230. rész)
- Visói-havasok 2. – A Tisza mentéről az Iván-havasra (231. rész)
- Számvetés 9. – Elindulni és hazatérni (232. rész)
- Amerika – Ohio 1. – Magyar álmok Amerikában (233. rész)
- Amerika – Ohio 2. – Magyar élet Clevelandben (234. rész)
- Sepsiszék – Kúriák földjén (235. rész)
- Selmeci-hegység 2. – Honti barangolások a Selmecalján (236. rész)
- Amerika – Nagy-tavak vidéke 1. – Detroittól Chicagóig (237. rész)
- Amerika – Nagy-tavak vidéke 2. – Chicagó és a Michigan-tó (238. rész)
- Bolhád-hegység – A barkók földjén (239. rész)
- Nagyági-hegység – Kenyérmezőtől Piskiig a Csetráson át (240. rész)
- Szkorusina – Az Északi-Tátraalja árvai tájain (241. rész)
- Kis-Kapela – Körtúra a horvát karsztvidéken (242. rész)
- Erdélyi-Érchegység 2. – A Marostól a Vulkánig (243. rész)
- Észak-Dalmácia – Egy korona, két nemzet az Adrián (244. rész)
- Visói-havasok 3. – A Toronyága lábától a Sárkány fejéig (245. rész)
- Borgói-hegység – Beszterce vidékén (246. rész)
- Segesvárszék – Holt szász világ a Nagy-Küküllő mentén (247. rész)
- Keresztúrszék – Küküllő menti dombok között (248. rész)
- Cserehát – Csendben álmodó völgyek hazájában (249. rész)
- Nyugat-Bácska 1. – A Telecskától le a Dunáig (250. rész)
- Nyugat-Bácska 2. – A Duna mente vízi világa (251. rész)
- Sóvári-hegység – Sáros keleti őre (252. rész)
- Beregi-Tiszahát 2. – Ungon-berken át Lónyától Kaszonyig (253. rész)
- Tribecs – Barsi aranymosók ösvényein (254. rész)
- Közép-Bánát – A bánat és remény síkján (255. rész)
- Vereckei-Beszkidek – A Beregi-Határkárpátokban (256. rész)
- Vág-Nyitra-köze – Magyar élet az Érsekújvári-lapályon (257. rész)
- Számvetés 10. – Műsorból mozgalom (258. rész)
- Ausztrália 1. Dél-Ausztrália – Adelaide-ből az Outback-be (259. rész)
- Jávoros – és a Zólyomi-medence öröksége (260. rész)
- Garammenti-hátság Léva és környéke (261. rész)
- Ausztrália 2. Queensland – Brisbane és Gold Coast környéke (262. rész)
- Ausztrália 3. Új-Dél-Wales – Sydney és a Kék-hegység (263. rész)
- Ausztrália 4. Victoria – A földrész tetejétől Melbourne környékéig (264. rész)
- Pádis 2. – Téli csillagtúrák Bogatelepről (265. rész)
- Meszes-hegység – Erdély és Partium határán (266. rész)
- Moszkva – Magyar szemmel az orosz fővárosban (267. rész)
- Börzsöny – Vulkántúra bölcsőhelyünk körül (268. rész)
- Drávamente 2. – Somogytól Ormánságig (269. rész)
- Dunakanyar 1. – Balparti kilátások Verőcétől Zebegényig (270. rész)
- Dunakanyar 2. – Visegrád környékén (271. rész)
- Felsőőrség – Hűséges falvak a Vasfüggöny mentén (272. rész)
- Kelet-Bánát – Úri világ Torontáltól Temesig (273. rész)
- Ungvidék – A szétszaggatott vármegye nyugati oldalán (274. rész)
- Lajta-hegység – Várvidéki őrhegyünk (275. rész)
- Délnyugat-Bácska – A Duna mentén Palánkától Doroszlóig (276. rész)
- Gömör-Szepesi-Érchegység - A mánták öröksége (277. rész)
- Báni-végvidék - Lónyamezőről Kulpamezőre (278. rész)
- Inóc-hegység - Festői utazás a Vág mentén (279. rész)
- Vízköz - Honfoglalók és honmegtartók a Kis-Duna mentén (280. rész)
- Zagorje - és az Ivaneci-hegység (281. rész)
- Alsó-Morva-Sík - A hegyen túl a nyugati gyepűn (282. rész)
- Pozsega-havasa - Szlavónia tetején (283. rész)
- Számvetés 11. - Üzenet haza Trianon 100. évfordulóján (284. rész)
- Kemléki-hegység - A Varasdi-síkról a kőrösi hegyekbe (285. rész)
- Dél-Őrvidék - Gyepűtúra Vasban (286. rész)
- Liptói-medence - és az Alacsony-Tátra északi bércei (287. rész)
- Muraköz - A Zrínyiek emlékezete (288. rész)
- Gálmusz-hegység – a Hernád-medence gótikus útján (289. rész)
- Réz-hegység - Rézalja és Báródság szent rengetegeiben (290. rész)
- Királyerdő-hegység 2. - A Sebes-Köröstől a Jád-völgyéig (291. rész)
- Aradi-hegyalja - Borúra derű Világostól Ménesig (292. rész)
- Béli-hegység - Bihar nyugati sasbércén (293. rész)
- Lokva-hegység - Népek kohója az Aldunai-hegyvidéken (294. rész)
- Almás-hegység - és az Orsovai-hegység vidéke (295. rész)
- Kalotaszegi-dombság 1. - Sebesvártól Zsobokig (296. rész)
- Kalotaszegi-dombság 2. - Almásvártól Körösfőig (297. rész)
- Kapusvidék - Átmenetek Kolozsban (298. rész)
- Nagy-Fátra 2. - A Turóci-medencéből fel a mészkőszirtekre (299. rész)
- Zoborvidék – Hegymegett és Vízmegett (300. rész)
- Helembai-hegység - Kilátások az Alsó-Garam mentén (301. rész)
- Latorica - Az utolsó titok (302. rész)
- Homoródi-dombság - Erdély harangoz a mélyben (303. rész)
- Udvarhelyszék - Csodák ösvényén a Küküllő mentén (304. rész)
- Kozia-hegység - és a Fogarasi-havasok déli előtere (305. rész)
- Szatmári-sík - Templomok útján a Szamosháton (306. rész)
- Zarándi-hegység 1. - A Fehér-Köröstől a Marosig (307. rész)
- Zarándi-hegység 2. - Solymos várától a Solymos csúcsáig (308. rész)
- Berettyómente - Silvania a Rézaljától az Érmellékig (309. rész)
- Alsó-Maros-Mente - Folyóparti barangolás vármegyék határán (310. rész)
- Felső-Maros-Mente - Kastélyok a Mezőség és Marosszék peremén (311. rész)
- Besztercei-dombság - A mezőségi Sajó mentén (312. rész)
- Kiszucai-hegyvidék - A morva-lengyel határvidéken (313. rész)
- Jablonkai-hegység - A Morva-Sziléziai Beszkidekben (314. rész)
- Domásai-dombság - A Tapolytól az Ondaváig (315. rész)
- Branyiszkói-hegység - Sáros festői dombvidékén (316. rész)
- Kolozsvár - Kincses város Kolozs szívében (317. rész)
- Kelemen-havasok 3. - A Sajó völgyéből a Kis-Beszterce hegyéig (318. rész)
- Pozsonyi hídfő - Szigetköztől Csallóközig (319.rész)
- Kis-Kárpátok 2. - Gerinctúra a hegység délnyugati részén (320. rész)
- Ratkói-hegyek- A gömöri gótika útján (321. rész)

- Medgyesszék - Erődtemplomok a Nagy-Küküllő mentén (322. rész)
- Alsó-Gömör - A Rima és a Balog völgyében (323. rész)
- Persányi-hegység - Tepétől Töpéig az Olt mentén (324. rész)
- Moldva 2.  - Székelyes csángómagyaok a Tatros mentén (325. rész)
- Jézer-hegység - Erdély és Havasalföld határán (326. rész)
- Kőhalomszék - Magyar zárványok az Oltmelléki dombvidéken (327. rész)
- Bodzai-havasok 2. - Székely megye a Kárpátkanyarban (328. rész)
- Moldva 3. - A Szerettől a Moldován át az Esztena-hegységig (329. rész)
- Gömör-Tornai-karszt 3. - Görgőtől a makranci búcsúig (330. rész)
- Alsó-Nyárád-Mente - Barangolások Murokországban (331. rész)
- Észak-Velebit - Az Adriától a Zenggi-karsztig (332. rész)
- Zsitvamente - A Dunától a Kárpátokig (333. rész)
- Csernai-havasok - Kilátások Kelet kapujában (334. rész)
- Moldva 4. - Magyarok a Szeret mentén (335. rész)
- Közép-Velebit - A Velebit szívélyes kőszíve (336. rész)
- Száraz-Magura - A Nyitra mentétől a Báni-medencéig (337. rész)
- Mehádiai-hegység 2. - Szörény mészkőbirodalma (338. rész)
- Garammenti-hátság 2. - Bars és Komárom határán (339. rész)
- Kulpamellék - Túrmezőről a Zsumberki-hegységbe (340. rész)
- Fehér-Kárpátok 2. - Morván innen, Vágon túl (341. rész)
- Selykszék - Tűzőrzők Kiscsűrtől Kiskapusig (342. rész)
- Csukás-hegység 2. - Téli túra a Zákánytól a Grohotisig (343. rész)
- Miavai-dombság - Átmenetek a nyugati gyepűvidéken (344. rész)
- Zoboralja 2. - Húsvét a Zsitva és Nyitra közén (345. rész)
- Kis-Kárpátok 3. - A Csejtei- és Berezói-Kárpátok (346. rész)
- Küküllőszög - A Marostól Küküllővárig (347. rész)
- Alsó-Vízmellék - Kis-Küküllő szívében (348. rész)
- Felső-Vízmellék - Szászföldtől Székelyföldig (349. rész)
- Mátyusföld 2. - Galántai táncok a nyelvhatáron (350. rész)
- Almás-Egregyi-medence - Hídfő Szilágyság és Kalotaszeg között (351. rész)
- Cseres-hegység - Vulkántúra Nógrád és Gömör határán (352. rész)
- Ilosvai hegység - Szamos menti barangolások Dés környékén (353. rész)
- Fabova-hegység - A Rima völgyéből Kishont koronájára (354. rész)
- Lugosi-sík - A Temes és a Béga mentén (355. rész)
- Magas-Tátra 4. - A Kárpátegyesület 150 éves jubileuma (356. rész)
- Felső-Csallóköz - Kiáltó kövek Somorja környékén (357. rész)
- Dél-Velebit - A Paklenica Nemzeti Park (358. rész)
- Plyesevica-hegység - Vizek vonzásában a poljék világában (359. rész)
- Felső-Gömör 2. - „Hol a szép Gömör halmos képet ölt" (360. rész)
- Torockói-hegység 3. - Szórványsors a mészkőszirtek árnyékában (361. rész)
- Szilágysági-dombság - Advent a Kraszna vidékén (362. rész)
- Lengyel-Tátra - Gránitormok az ezeréves határon (363. rész)
- Nyugat-Szlavónia - Körutazás Belovár-Kőrös vármegyében (364. rész)
- Fogarasi-havasok 3. - Az Urlea-Dara-hegytömb (365. rész)
- Vág-Garam köze 2. - Ógyalla környékén (366. rész)
- Aninai-hegység 2. - Bánság bánya- és karsztvidékén (367. rész)
- Mátyusföld 3. - Barangolás a Szenci járásban (368. rész)
- Felső-Nyitravidék - A Nyitra forrásvidékén (369. rész)
- Nyugat-Szerémség - A Duna menti löszháton (370. rész)
- Nyitrai-hátság - Körtúra a Vág és a Nyitra közti dombvidéken (371. rész)
- Bilo-hegység - Verőcei barangolás a Dráva mentén (372. rész)
- Sípi-Fátra - Turóc, Liptó és Árva határvidékén (373. rész)
- Ungvidék 2. - Ungvár és környéke (374. rész)
- Marosszék - Marosvásárhely és környéke (375. rész)
- Marosmező - A Maros terén Ludasig (376. rész)
- Közép-Maros mente - Az Aranyostól a Küküllőig (377. rész)
- Vihorlát 2. - Vulkánrom Ung és Zemplén határán (378. rész)
- Zempléni-sík - A Tapolytól a Bodrogig (379. rész)
- Baróti-hegység 2. - Borvizek legendás ösvényein (380. rész)
- Küküllőközi-dombság - Az eltűnt idő nyomában (381. rész)
- Vág-völgy - Festői utazás Pöstyéntől Vágáig (382. rész)
- Nagysinkszék - Szász anyaszék az Oltmelléki-dombságon (383. rész)
- Madaras-hegység 2. - Kastélyok az andezittornyok árnyékában (384. rész)
- Bucsecs 2. - Barcaság óriási királya (385. rész)
- Szepesi-Magura 2. - Magyar földön - lengyel honban (386. rész)
- Nagy-Kapela 1. - A Tengermellék gyöngyszeme (387. rész)
- Nagy-Kapela 2. - A Vinodoli Hercegség újrafelfedezése (388. rész)
- Lengyel-Tátra 2. - A Halas-tótól a Sas-útig (389. rész)
- Dognácskai-hegység - Érckincsek a Temesi-sík felett (390. rész)
- Kis-Kárpátok 4. - A Pálffyak birodalma (391. rész)
- Zarándi-sík - Kétkörösközi regék (392. rész)
- Hortobágy dombsága - Farsang Királyföldön (393. rész)
- Szulyói-hegyek 2. - és a Rajeci-medence kincsei (394. rész)
- Szilágysági-Bükk - és a Szilágy-patak völgye (395. rész)
- Alsó-Érmellék - A magyar szabadság partiumi hősei (396. rész)
- Tribecs 2. - Kastélyok a Nyitra völgyében (397. rész)
- Naszódvidék -és a Nagy-Szamos mente (398. rész)
- Jávornik-hegység 2. - Kilátók és kápolnák Trencsénben (399. rész)
- Toróckói - hegység 4. - Szurdokok, szirtek, szórványszigetek (400. rész)
- Nádasmente - Cifra Kalotaszeg kincsei (401. rész)

## Egyéb információ
2015. április 3.: megalakul a Hazajáró Honismereti és Turista Egylet

## Megmászott csúcsok listája
A táblázat adatai a nyilakra kattintva sorbarendezhetők. Alaphelyzetben magasság szerint csökkenő sorrendben jelennek meg a sorok.
| Csúcs                        | Magasság | Hegység                  | Dátum      |
| ---------------------------- | -------- | ------------------------ | ---------- |
| Gerlachfalvi-csúcs           | 2655 m   | Magas-Tátra              | 2012-9-10  |
| Lomnici-csúcs                | 2632 m   | Magas-Tátra              | 2011-9-7   |
| Moldován                     | 2544 m   | Fogarasi-havasok         | 2013-4-18  |
| Negoj                        | 2535 m   | Fogarasi-havasok         | 2012-8-22  |
| Nagy-Vist                    | 2527 m   | Fogarasi-havasok         | 2013-4-18  |
| Nagy-Páring                  | 2519 m   | Páring                   | 2014-9-17  |
| Pelága                       | 2509 m   | Retyezát                 | 2011-10-4  |
| Papusa                       | 2508 m   | Retyezát                 | 2015-6-8   |
| Omul                         | 2505 m   | Bucsecs-hegység          | 2012-7-27  |
| Tengerszem-csúcs             | 2499 m   | Magas-Tátra              | 2012-9-11  |
| Kriván                       | 2495 m   | Magas-Tátra              | 2013-8-8   |
| Retyezát-csúcs               | 2482 m   | Retyezát                 | 2011-10-4  |
| Kusztura-csúcs               | 2457 m   | Retyezát                 | 2015-6-8   |
| Bukura                       | 2433 m   | Retyezát                 | 2011-10-4  |
| Carja                        | 2405 m   | Páring                   | 2014-9-18  |
| Kis-Lajta                    | 2390 m   | Fogarasi-havasok         | 2012-8-22  |
| Kapor-csúcs                  | 2383 m   | Magas-Tátra              | 2013-8-6   |
| Nagy-Szetea                  | 2365 m   | Páring                   | 2014-9-17  |
| Kusztura Bukura              | 2359 m   | Retyezát                 | 2011-10-4  |
| Budiszláv                    | 2343 m   | Fogarasi-havasok         | 2012-8-23  |
| Serbota                      | 2331 m   | Fogarasi-havasok         | 2012-8-23  |
| Skála                        | 2306 m   | Fogarasi-havasok         | 2012-8-23  |
| Horthy-csúcs (Nagy-Pietrosz) | 2303 m   | Radnai-havasok           | 2012-11-22 |
| Babele                       | 2292 m   | Bucsecs-hegység          | 2012-7-26  |
| Gugu                         | 2291 m   | Godján                   | 2016-6-10  |
| Morarul                      | 2279 m   | Godján                   | 2016-6-10  |
| Ünő-kő                       | 2279 m   | Radnai-havasok           | 2013-6-16  |
| Mézga-hegy                   | 2277 m   | Fogarasi-havasok         | 2012-8-23  |
| Bystra (Sebes-pataki-hegy)   | 2248 m   | Liptói-havasok           | 2015-8-22  |
| Galbena                      | 2194 m   | Godján                   | 2016-6-9   |
| Ék-hegy (Klin)               | 2173 m   | Liptói-havasok           | 2015-8-22  |
| Bukuly                       | 2268 m   | Radnai-havasok           | 2012-11-22 |
| Csindrel                     | 2244 m   | Szebeni-havasok          | 2014-1-13  |
| Szteflistye                  | 2244 m   | Lator-havas              | 2018-06-01 |
| Pásztor-csúcs                | 2238 m   | Királykő                 | 2017-8-24  |
| Krisztesd                    | 2233 m   | Lator-havas              | 2018-06-01 |
| Kis-Cimbalom                 | 2231 m   | Királykő                 | 2017-8-24  |
| Mount Kosciuszko             | 2228 m   | Nagy-Vízválasztó-hegység | 2019-10-23 |
| Zbirii                       | 2220 m   | Királykő                 | 2017-8-24  |
| Félreeső-völgykatlan-csúcs   | 2202 m   | Királykő                 | 2017-8-24  |
| Szárkő-csúcs                 | 2190 m   | Szárkő-hegység           | 2016-3-18  |
| Micusa                       | 2180 m   | Godján                   | 2016-6-10  |
| Nagy-Cimbalom                | 2177 m   | Királykő                 | 2012-3-8   |
| Középső-Cimbalom             | 2170 m   | Királykő                 | 2017-8-24  |
| Bodea                        | 2169 m   | Szárkő-hegység           | 2016-3-18  |
| Gargaló                      | 2159 m   | Radnai-havasok           | 2013-6-16  |
| Nagy-Boreszku                | 2158 m   | Godján                   | 2016-6-9   |
| Jézer                        | 2157 m   | Páring                   | 2014-9-17  |
| Nedej                        | 2150 m   | Szárkő-hegység           | 2016-3-18  |
| Hegyes-csúcs                 | 2144 m   | Királykő                 | 2012-3-8   |
| Vastag-hegy (Hruby)          | 2137 m   | Liptói-havasok           | 2015-8-22  |
| Nagy-Negovan                 | 2135 m   | Lator-havas              | 2018-06-01 |
| Ember-tető                   | 2134 m   | Radnai-havasok           | 2013-6-16  |
| Nedej                        | 2130 m   | Kapacina-hegység         | 2017-6-11  |
| Péter-csúcs                  | 2130 m   | Kudzsiri-havasok         | 2016-11-24 |
| Placlive                     | 2125 m   | Liptói-havasok           | 2012-10-19 |
| Ursu                         | 2124 m   | Kapacina-hegység         | 2017-6-11  |
| Teleki-csúcs (Nagy-Pietrosz) | 2102 m   | Kelemen-havasok          | 2011-10-23 |
| Hegyes-Rohács                | 2087 m   | Liptói-havasok           | 2012-10-19 |
| Magyar Negoj                 | 2081 m   | Kelemen-havasok          | 2011-10-23 |
| Volovec                      | 2063 m   | Liptói-havasok           | 2012-10-19 |
| Hóvár                        | 2061 m   | Csornahora-hegység       | 2011-11-4  |
| Galac-csúcs                  | 2048 m   | Radnai-havasok           | 2012-11-21 |
| Gyömbér                      | 2043 m   | Alacsony-Tátra           | 2011-1-26  |
| Cosana                       | 2041 m   | Kapacina-hegység         | 2017-6-11  |
| Iván pap havasa              | 2028 m   | Csornahora-hegység       | 2011-11-5  |
| Chopok                       | 2024 m   | Alacsony-Tátra           | 2011-1-26  |
| Rekettyés                    | 2021 m   | Kelemen-havasok          | 2011-10-23 |
| Jorgován-kő                  | 2014 m   | Retyezát-hegység         | 2015-6-7   |
| Ausel                        | 2009 m   | Kudzsiri-havasok         | 2016-11-24 |
| Koncsiszta                   | 2002 m   | Liptói-havasok           | 2015-8-22  |
| Kis-havas                    | 1998 m   | Csornahora-hegység       | 2011-11-4  |
| Várkő                        | 1956 m   | Visói-havasok            | 2013-9-5   |
| Chabenec                     | 1955 m   | Alacsony-Tátra           | 2014-7-14  |
| Csukás                       | 1954 m   | Csukás-hegység           | 2013-9-26  |
| Rozsdás-kúp                  | 1954 m   | Szebeni-havasok          | 2014-1-12  |
| Királyhegy                   | 1946 m   | Alacsony-Tátra           | 2016-4-12  |
| Oslea                        | 1946 m   | Vulkán-hegység           | 2014-9-19  |
| Iván pap havasa              | 1936 m   | Visói-havasok            | 2018-09-28 |
| Bölény-havas                 | 1933 m   | Csornahora-hegység       | 2011-11-4  |
| Emberfő                      | 1932 m   | Szuhárd                  | 2016-12-21 |
| Toronyága                    | 1930 m   | Visói-havasok            | 2019-05-25 |
| Neamtului                    | 1923 m   | Baj-havas                | 2013-9-27  |
| Mihailec-csúcs               | 1918 m   | Visói-havasok            | 2013-9-5   |
| Ruszka                       | 1913 m   | Kelemen-havasok          | 2011-10-23 |
| Breszkul                     | 1911 m   | Csornahora-hegység       | 2011-11-4  |
| Nagy-Aklos                   | 1907 m   | Csalhó-hegység           | 2014-3-13  |
| Brestova                     | 1903 m   | Liptói-havasok           | 2013-12-3  |
| Tóka-csúcs                   | 1900 m   | Csalhó-hegység           | 2014-3-13  |
| Fehér-kő-havas               | 1887 m   | Leaota-hegység           | 2012-7-28  |
| Vanturarita                  | 1885 m   | Kapacina-hegység         | 2017-6-11  |
| Iker-havas                   | 1881 m   | Fagyalos                 | 2011-11-7  |
| Középső-hegy                 | 1876 m   | Alacsony-Tátra           | 2016-4-12  |
| Budak                        | 1859 m   | Besztercei-havasok       | 2016-7-26  |
| Gyamaló                      | 1857 m   | Gyamaló-hegység          | 2018-08-11 |
| Nagy-Bihar                   | 1849 m   | Bihar-hegység            | 2014-3-15  |
| Sárkány                      | 1847 m   | Visói-havasok            | 2019-05-26 |
| Nagykő-havas                 | 1843 m   | Nagykő-havas             | 2012-7-30  |
| Bran                         | 1840 m   | Széples                  | 2016-4-22  |
| Orlova                       | 1840 m   | Alacsony-Tátra           | 2016-4-12  |
| Széples-csúcs                | 1839 m   | Széples                  | 2016-4-22  |
| Szivula                      | 1836 m   | Gorgánok                 | 2017-5-17  |
| Vigyázó                      | 1836 m   | Kalota-havas             | 2012-1-7   |
| Arcser                       | 1830 m   | Széples                  | 2016-4-22  |
| Öreg-havas                   | 1826 m   | Gyalui-havasok           | 2015-4-23  |
| Szürke-hegy                  | 1805 m   | Liptói-havasok           | 2013-12-2  |
| Kishavas                     | 1802 m   | Szárkő-hegység           | 2016-3-17  |
| Madarasi-Hargita             | 1801 m   | Hargita-hegység          | 2011-11-24 |
| Keresztény-havas             | 1799 m   | Keresztény-havas         | 2012-7-29  |
| Tiha                         | 1799 m   | Kelemen-havasok          | 2011-10-23 |
| Bocsásza                     | 1792 m   | Kalota-havas             | 2015-11-13 |
| Nagy-Hagymás                 | 1792 m   | Hagymás-hegység          | 2011-10-20 |
| Tulisa-csúcs                 | 1792 m   | Tulisa-hegység           | 2018-06-03 |
| Bartko-csúcs                 | 1790 m   | Alacsony-Tátra           | 2016-4-12  |
| Barátka                      | 1788 m   | Gorgánok                 | 2017-5-16  |
| Lakóca                       | 1777 m   | Háromszéki-havasok       | 2014-8-26  |
| Mezőhavas                    | 1777 m   | Görgényi-havasok         | 2014-3-9   |
| Vadászka                     | 1761 m   | Fagyalos                 | 2011-11-6  |
| Csicsói-Hargita              | 1759 m   | Hargita-hegység          | 2011-11-24 |
| Durkova                      | 1750 m   | Alacsony-Tátra           | 2014-7-14  |
| Godros (Hropa)               | 1750 m   | Gorgánok                 | 2017-5-16  |
| Popágya                      | 1741 m   | Gorgánok                 | 2018-06-20 |
| Babia Gora                   | 1725 m   | Árvai-Beszkidek          | 2015-10-31 |
| Horgas-csúcs (Sztrimba)      | 1719 m   | Gorgánok                 | 2018-06-21 |
| Madéfalvi-Hargita            | 1710 m   | Hargita-hegység          | 2011-11-24 |
| Negrovec                     | 1707 m   | Máramarosi-havasok       | 2013-10-11 |
| Öcsém-tető                   | 1706 m   | Hagymás-hegység          | 2011-10-19 |
| Tótpál-havas                 | 1706 m   | Baj-havas                | 2013-9-27  |
| Délhegy                      | 1694 m   | Görgényi-havasok         | 2017-8-19  |
| Horgas-havas                 | 1694 m   | Kalota-havas             | 2015-11-13 |
| Fancsal-tető                 | 1684 m   | Görgényi-havasok         | 2015-7-8   |
| Asztag                       | 1681 m   | Borzsa-havas             | 2013-10-8  |
| Kis-Széples                  | 1667 m   | Besztercei-havasok       | 2016-7-26  |
| Visszhangos-kő               | 1658 m   | Bihar-hegység            | 2014-3-15  |
| Lucsna                       | 1653 m   | Liptói-havasok           | 2019-02-18 |
| Nagy-Nemere                  | 1649 m   | Nemere-hegység           | 2012-8-24  |
| Chleb                        | 1645 m   | Kis-Fátra                | 2011-12-19 |
| Latiborska hola              | 1643 m   | Alacsony-Tátra           | 2014-7-14  |
| Nagy-Sándor                  | 1639 m   | Nemere-hegység           | 2012-8-24  |
| Fejedelemasszony Kő          | 1634 m   | Ráró-hegység             | 2018-08-11 |
| Nagy-Kócs                    | 1611 m   | Kócs-havas               | 2011-12-16 |
| Nagy-Rozsutec                | 1610 m   | Kis-Fátra                | 2011-12-18 |
| Nagy-Hernye                  | 1610 m   | Borgói-hegység           | 2019-05-27 |
| Egyeskő                      | 1608 m   | Hagymás-hegység          | 2011-10-20 |
| Csofronka                    | 1607 m   | Hagymás-hegység          | 2015-7-7   |
| Tarhavas                     | 1600 m   | Tarkő-hegység            | 2016-8-22  |
| Ostredok                     | 1592 m   | Nagy-Fátra               | 2012-10-9  |
| Fertő-tető                   | 1589 m   | Hargita-hegység          | 2014-9-3   |
| Krízna                       | 1574 m   | Nagy-Fátra               | 2012-10-9  |
| Rakytov                      | 1567 m   | Nagy-Fátra               | 2012-10-8  |
| Sípos-kő                     | 1567 m   | Gyergyói-havasok         | 2015-7-7   |
| Kakukk-hegy                  | 1559 m   | Hargita-hegység          | 2013-5-17  |
| Pilsko                       | 1557 m   | Árvai-Beszkidek          | 2015-10-30 |
| Naskalat                     | 1553 m   | Naskalat-hegység         | 2014-8-24  |
| Topasz                       | 1548 m   | Kraszna-havas            | 2015-3-25  |
| Pricske-tető                 | 1544 m   | Gyergyói-havasok         | 2013-2-12  |
| Fekete-rez                   | 1538 m   | Gyergyói-havasok         | 2015-7-6   |
| Ploska                       | 1532 m   | Nagy-Fátra               | 2012-10-8  |
| Csudálókő                    | 1528 m   | Görgényi-havasok         | 2017-8-19  |
| Nagy-Risznyák                | 1528 m   | Risznyák-hegység         | 2015-9-22  |
| Andrejec                     | 1519 m   | Alacsony-Tátra           | 2016-4-12  |
| Borisov                      | 1509 m   | Nagy-Fátra               | 2012-10-9  |
| Snjeznik                     | 1505 m   | Risznyák-hegység         | 2015-9-22  |
| Musátó                       | 1503 m   | Háromszéki-havasok       | 2013-3-30  |
| Mencsely                     | 1501 m   | Kraszna-havas            | 2015-3-24  |
| Szellő-tető                  | 1494 m   | Csíki-havasok            | 2012-5-25  |
| Klimova                      | 1492 m   | Kraszna-havas            | 2017-5-18  |
| Gemba                        | 1491 m   | Borzsa-havas             | 2013-10-8  |
| Róna-havas                   | 1479 m   | Róna-havas               | 2014-10-13 |
| Sztolica                     | 1477 m   | Gömör-Szepesi-érchg.     | 2017-7-11  |
| Mócok temploma               | 1476 m   | Pádis                    | 2012-8-2   |
| Nagy-rét                     | 1476 m   | Kis-Fátra                | 2016-2-26  |
| Tatár-havas                  | 1476 m   | Bodzai-havasok           | 2014-8-27  |
| Vihid                        | 1471 m   | Csornahora-hegység       | 2011-11-5  |
| Varasó-tető                  | 1461 m   | Pádis                    | 2012-8-2   |
| Polidnovy grun               | 1460 m   | Kis-Fátra                | 2011-12-19 |
| Polyána                      | 1458 m   | Polyána                  | 2015-6-19  |
| Taupisz                      | 1450 m   | Gorgánok                 | 2017-5-17  |
| Gozna-kő                     | 1447 m   | Szemenik                 | 2017-1-23  |
| Szemenik-csúcs               | 1446 m   | Szemenik                 | 2017-1-24  |
| Gutin-tető                   | 1443 m   | Gutin-hegység            | 2012-11-14 |
| Lapos-havas                  | 1437 m   | Hagymás-hegység          | 2014-5-17  |
| Kis-Szuhárd                  | 1415 m   | Szuhárd                  | 2016-12-21 |
| Pikuj                        | 1408 m   | Vereckei-Beszkidek       | 2013-2-15  |
| Osztra                       | 1405 m   | Róna-havas               | 2014-10-14 |
| Mincol                       | 1394 m   | Árvai Magura             | 2017-9-15  |
| Bélavár                      | 1382 m   | Gyalui-havasok           | 2015-4-24  |
| Istenszéke                   | 1381 m   | Kelemen-havasok          | 2011-10-22 |
| Págyes                       | 1374 m   | Ruszka-havas             | 2015-12-4  |
| Tászok-tető                  | 1366 m   | Gyergyói-havasok         | 2016-7-27  |
| Fenyvestető                  | 1358 m   | Lápos-hegység            | 2017-4-27  |
| Klak                         | 1351 m   | Kis-Fátra                | 2016-2-24  |
| Pogány-havas                 | 1351 m   | Csíki-havasok            | 2011-11-21 |
| Kubinyi-hegy                 | 1346 m   | Árvai Magura             | 2017-9-15  |
| Madaras                      | 1346 m   | Madaras                  | 2017-9-13  |
| Tarnica                      | 1346 m   | Besszádok                | 2016-11-5  |
| Kis-Cohárd                   | 1345 m   | Hagymás-hegység          | 2016-7-24  |
| Klenóci-Vepor                | 1338 m   | Vepor-hegység            | 2015-8-23  |
| Szép-havas                   | 1336 m   | Csíki-havasok            | 2011-11-21 |
| Priszlop-csúcs               | 1332 m   | Lápos-hegység            | 2017-4-27  |
| Aranyasztal                  | 1322 m   | Gömör-Szepesi-érchg.     | 2020-07-04 |
| Neteda-csúcs                 | 1321 m   | Lápos-hegység            | 2017-4-27  |
| Boga-kő                      | 1320 m   | Bihar-hegység            | 2020-02-22 |
| Fekete-hegy                  | 1319 m   | Árvai Magura             | 2017-9-15  |
| Flochova                     | 1317 m   | Körmöci-hegység          | 2012-2-26  |
| Szkorusina                   | 1314 m   | Szkorusina-hegység       | 2019-02-17 |
| Nagy-Ráwka                   | 1304 m   | Bükkös-hegyek            | 2016-11-4  |
| Tulburelu                    | 1303 m   | Erdélyi-érchegység       | 2018-05-10 |
| Nagy-Csomád                  | 1301 m   | Csomád-hegység           | 2013-9-22  |
| Pozsáló                      | 1293 m   | Rozsnyói-hegyek          | 2012-6-17  |
| Répát-tető                   | 1291 m   | Csíki-havasok            | 2012-3-11  |
| Majer-szikla                 | 1283 m   | Nagy-Fátra               | 2012-10-9  |
| Zászpás-tető                 | 1278 m   | Görgényi-havasok         | 2015-7-9   |
| Libetbányai-Vepor            | 1277 m   | Polyána                  | 2015-6-19  |
| Pogányvár                    | 1273 m   | Hargita                  | 2016-1-8   |
| Nagy Knoll                   | 1266 m   | Káposztafalvi-karszt     | 2018-03-22 |
| Vulkán                       | 1257 m   | Erdélyi-érchegység       | 2019-03-17 |
| Ordaskő                      | 1250 m   | Torockói-hegység         | 2011-10-7  |
| Pilis-tető                   | 1250 m   | Torockói-hegység         | 2017-11-11 |
| Kojsói-csúcs                 | 1245 m   | Kojsói-havas             | 2012-2-23  |
| Pipityke                     | 1225 m   | Rozsnyói-hegyek          | 2012-6-17  |
| Javorina                     | 1224 m   | Lőcsei-hegység           | 2014-4-20  |
| Cigány-kő                    | 1222 m   | Kőhát-hegység            | 2012-11-16 |
| Kremenyec                    | 1221 m   | Bükkös-hegyek            | 2016-11-4  |
| Sztrázsó                     | 1213 m   | Sztrázsó-hegység         | 2015-10-28 |
| Gombás-bérc                  | 1199 m   | Répát-hegység            | 2018-08-13 |
| Bodoki-tető                  | 1193 m   | Bodoki-havasok           | 2014-8-28  |
| Botsarka                     | 1192 m   | Csíki-havasok            | 2015-7-5   |
| Cecele-tető                  | 1173 m   | Torjai-hegység           | 2016-8-20  |
| Jaraba                       | 1169 m   | Madaras                  | 2017-9-15  |
| Kopasz Detonáta              | 1168 m   | Erdélyi-érchegység       | 2018-05-09 |
| Pap hegye                    | 1165 m   | Csíki-havasok            | 2015-7-5   |
| Mincol                       | 1157 m   | Csergő-hegység           | 2018-01-15 |
| Holló-kő                     | 1153 m   | Káposztafalvi-karszt     | 2018-03-21 |
| Kis-Polyána                  | 1151 m   | Szepesi-Magura           | 2016-11-15 |
| Oltárkő                      | 1148 m   | Hagymás-hegység          | 2014-5-17  |
| Fehér-szikla                 | 1135 m   | Madaras                  | 2017-9-13  |
| Székelykő                    | 1129 m   | Torockói-hegység         | 2011-10-6  |
| Mária-kő                     | 1125 m   | Hagymás-hegység          | 2016-7-24  |
| Domogled                     | 1105 m   | Domogled                 | 2014-8-13  |
| Simonka                      | 1092 m   | Sóvári-hegység           | 2019-06-18 |
| Buzsora                      | 1085 m   | Borló-hegység            | 2015-3-27  |
| Bekecs-tető                  | 1080 m   | Görgényi-havasok         | 2014-1-17  |
| Fekete-hegy                  | 1073 m   | Sóvári-hegység           | 2019-06-18 |
| Nagy-Javornik                | 1072 m   | Javornik                 | 2017-3-4   |
| Lysa                         | 1067 m   | Csergő-hegység           | 2018-01-16 |
| Firtos                       | 1061 m   | Sóvidéki-dombság         | 2012-4-25  |
| Szratenec                    | 1055 m   | Javornik                 | 2017-3-4   |
| Nyírponk                     | 1052 m   | Répát-hegység            | 2018-08-13 |
| Jávoros                      | 1044 m   | Jávoros-hegység          | 2020-01-16 |
| Szelemen                     | 1033 m   | Medvednica               | 2018-07-03 |
| Siklódi-kő                   | 1028 m   | Sóvidéki-dombság         | 2012-4-24  |
| Kis-Iharos                   | 1019 m   | Javornik                 | 2017-3-4   |
| Szitnya                      | 1009 m   | Selmeci-hegység          | 2012-1-23  |
| Szinnai-kő                   | 1005 m   | Vihorlát                 | 2014-7-6   |
| Perjei-Magas                 | 997 m    | Meszes-hegység           | 2020-02-19 |
| Három Korona                 | 982 m    | Pieninek                 | 2011-9-20  |
| Nagy-Javorina                | 970 m    | Fehér-Kárpátok           | 2015-10-27 |
| Obavai-kő                    | 970 m    | Szinyák                  | 2014-10-26 |
| Nika-kő                      | 968 m    | Torockói-hegység         | 2017-11-11 |
| Cenk-hegy                    | 955 m    | Keresztény-havas         | 2012-7-29  |
| Gordon-tető                  | 953 m    | Udvarhelyi-dombság       | 2015-5-19  |
| Sükői-Rez-tető               | 952 m    | Udvarhelyi-dombság       | 2015-5-20  |
| Csóványos                    | 938 m    | Börzsöny                 | 2020-04-09 |
| Komló-hegy                   | 925 m    | Fehér-Kárpátok           | 2015-10-26 |
| Hutwisch                     | 896 m    | Borostyánkői-hegység     | 2014-2-14  |
| Nagy-Milic                   | 895 m    | Szalánci-hegység         | 2014-7-11  |
| Írott-kő                     | 882 m    | Kőszegi-hegység          | 2013-5-3   |
| Zsibrid                      | 867 m    | Szulyói-hegyek           | 2014-4-17  |
| Nagy-Hideg-hegy              | 865 m    | Börzsöny                 | 2020-04-09 |
| Tartód vára                  | 852 m    | Görgény-plató            | 2012-4-26  |
| Bixádi-kő                    | 835 m    | Avas-hegység             | 2018-09-26 |
| Nagy-Tribecs                 | 829 m    | Tribecs-hegység          | 2019-07-31 |
| Fias-tető                    | 823 m    | Sóvidéki-dombság         | 2012-4-24  |
| Pogorului                    | 792 m    | Zalatnai-hegység         | 2016-3-20  |
| Szivec                       | 781 m    | Fekete-hegyek            | 2020-07-03 |
| Burján                       | 767 m    | Kis-Kárpátok             | 2012-3-22  |
| Pál-hegy                     | 761 m    | Lánzséri-hegység         | 2016-3-5   |
| Rozália-kápolna              | 746 m    | Rozália-hegység          | 2018-04-18 |
| Salgóvár                     | 730 m    | Börzsöny                 | 2020-04-09 |
| Karancs                      | 729 m    | Karancs                  | 2017-6-30  |
| Bábolna-hegy                 | 700 m    | Szamosmenti-hátság       | 2016-8-25  |
| Kővár                        | 687 m    | Kővár-hegység            | 2017-4-25  |
| Holló-kő                     | 685 m    | Börzsöny                 | 2020-04-09 |
| Dujava-hegy                  | 676 m    | Alacsony-Beszkidek       | 2014-5-3   |
| Csicser                      | 671 m    | Udvarhelyi-dombság       | 2015-5-21  |
| Nagy-Böglyös                 | 670 m    | Mirocs-hegység           | 2014-8-12  |
| Terzsán vára                 | 670 m    | Kis-Kapela               | 2019-04-17 |
| Kudrici-tető                 | 647 m    | Verseci-hegység          | 2012-2-2   |
| Spani laz                    | 643 m    | Korponai-erdő            | 2016-3-24  |
| Prédikálószék                | 639 m    | Visegrádi-hegység        | 2020-05-27 |
| Budvár                       | 625 m    | Udvarhelyi-dombság       | 2015-5-21  |
| Salgóvár                     | 625 m    | Medves-hegység           | 2015-6-21  |
| Bren-tető                    | 606 m    | Soproni-hegység          | 2014-2-11  |
| Zobor-hegy                   | 588 m    | Tribecs                  | 2012-10-6  |
| Pogányvár                    | 578 m    | Ajnácskői-hegység        | 2015-6-22  |
| Vörös-bérc                   | 539 m    | Tarcal-hegység           | 2012-2-5   |
| Ragács                       | 537 m    | Ajnácskői-hegység        | 2015-6-22  |
| Jézuskiáltó                  | 537 m    | Udvarhelyi-dombság       | 2019-05-29 |
| Somoskő                      | 526 m    | Medves-hegység           | 2015-6-21  |
| Hegyes-tető                  | 482 m    | Börzsöny                 | 2020-05-21 |
| Nap-hegy                     | 480 m    | Lajta-hegység            | 2020-06-11 |
| Nagy-Galla                   | 479 m    | Börzsöny                 | 2020-04-08 |
| Bükk-hegy                    | 443 m    | Lajta-hegység            | 2020-06-11 |
| Barátfő                      | 395 m    | Bolhád                   | 2019-01-29 |
| Kenyér-hegy                  | 391 m    | Nagyági-hegység          | 2019-03-15 |
| Nagy-Villám                  | 377 m    | Visegrádi-hegység        | 2020-05-28 |
| Gubacsi-hálás                | 360 m    | Börzsöny                 | 2020-05-21 |
| Esztramos                    | 320 m    | Cserehát                 | 2019-06-17 |
| Fenyves-hegy                 | 273 m    | Börzsöny                 | 2020-05-20 |

## Elismerések, díjak
- Magyar Örökség díj (2012)
- Bocskai-díj (2014)
- Tiszteletbeli székely cím (2015)
- Salgótarjánért díj (2015)
- Pro Urbe díj – Vác (2016)
- Zajzoni Rab István-díj – Brassó (2016)
- Nógrád megye Sajtó Díja (2017)
- Prima díj – „Sajtó” kategória (2017)
- Prima Primissima díj – Közönségdíj (2017)[1]
- Erdélyi Közösségi Élet Kiválósága díj (2018)
- Bálint András díj (2018)
- Összefogás a magyarságért díj (2019)[2]